# Захват Кешма
Захват Кешма (1621—1622 гг.) — захват англо-персидскими войсками португальского гарнизона на острове Кешм после 9-месячной осады.

## Предыстория
В январе 1619 года король Испании Филипп III, который настаивал на сохранении иберийского господства в Персидском заливе, отправил в этот регион две военно-морские эскадры. Одна из них, возглавляемая португальским генералом Руи Фрейре де Андраде, покинула Лиссабон с приказом отогнать англичан и обезопасить остров Ормуз от возможного нападения персов. Португальские силы под командованием Руи состояли из двух галеонов и трёх небольших судов, на борту которых было 2000 солдат и 178 орудий. Они достигли Ормуза в июне 1620 года.
В декабре 1620 года персидский шах Аббас I попытался успокоить португальцев по поводу своих отношений с англичанами, но португальцы в Гоа поняли, что англичане не откажутся от торговли в Персидском заливе. 7 января 1621 года у Джаска разразилось сражение между силами Руи и английским флотом из четырёх кораблей, в котором англичане одержали верх. После этого поражения Руи перешёл ко второму плану — защитить Ормуз от персидского вторжения.

### Ситуация накануне битвы

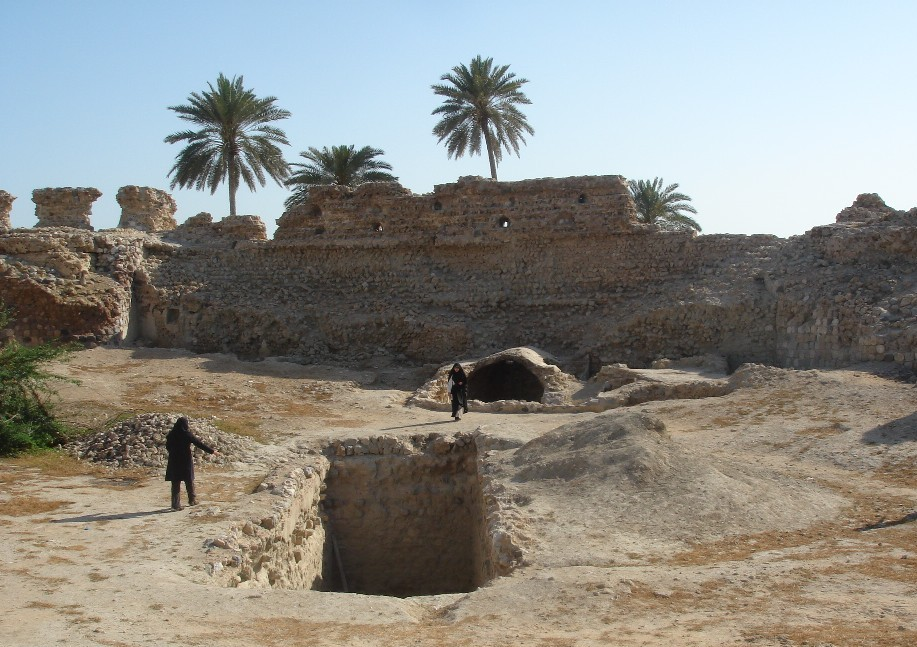
Португальская крепость на острове Кешм.

Чтобы обеспечить водоснабжение Ормуза, Руи пришлось построить крепость на острове Кешм. Это дало персам повод напасть на португальцев, поскольку Аббас I протестовал против строительства этой крепости. Руи также был предупреждён Фернао де Альбукерке, губернатором Португальской Индии, и Луисом де Соузой, капитаном Ормуза, однако он проигнорировал их и настоял на строительстве крепости.
7 мая 1621 года португальский отряд численностью 2000 человек при поддержке 1000 бандари разгромил там персов, которые пытались им противостоять. Затем персы собрали на персидском побережье армию численностью 25 000 человек, усиленную 400 арабскими лодками. Персов возглавил Абдулла Хусейн Хан, которого послал Имам-Кули хан, которого шах Аббас I поручил руководить экспедицией. Пока Руи работал на строительстве крепости, ему на помощь из Гоа прибыли два галеона под командованием Мануэля де Азеведо и Джона де Сильвейры, которые были соперниками Руи и привезли указания обуздать его власть. Позже они покинули остров.
После этого Руи, вместо того, чтобы заручиться поддержкой прибрежных племён на персидских и арабских берегах, начал совершать набеги и грабить прибрежные города, такие как Конг, Джаск и Джульфар, совершая зверства, которые вызвали возмущение среди этих племён.

## Ход битвы
В июне 1621 года персы начали осаду португальского гарнизона на острове Кешм. Они понесли тяжёлые потери в ходе нескольких атак, и все их усилия оказались тщетными. Персидские командиры поняли, что пока окружающие морские пути под контролем португальцев, крепость не падёт, и поэтому решили попросить англичан помочь им в осаде. 26 декабря 1621 года девять английских кораблей прибыли в Джаск из Сурата. Имам-Кули хан, воспользовавшись этой возможностью, потребовал от англичан помощи в обмен на вознаграждение и даже пригрозил лишить всех их торговых привилегий в Персии, чтобы оказать на них как можно большее давление. После этого Руи приказал своим войскам атаковать Джаск, в результате чего была разрушена тамошная английская фабрика. Это усилило враждебность англичан по отношению к португальцам.
В конце концов английский агент в Перисане Эдвард Моннокс согласился помочь персам, и в январе 1622 года англичане присоединились к осаде Кешма. Во время переговоров между Эдвардом и Руи, Руи напомнил ему, что он [Эдвард] оказывает поддержку «маврам» против христианских сил. Эдвард ответил, упомянув о разрушении английской фабрики в Джаске. В конечном итоге эти переговоры не дали никакого результата; Руи отказался сдаться, и крепость подверглась бомбардировке без особого эффекта. Однако в феврале 1622 года гарнизон восстал против своего лидера при поддержке священников и сдал форт англо-персидским войскам.

## Последствия
После битвы Руи был отправлен со своими людьми в Сурат в качестве пленника; однако ему удалось бежать в Маскат. Между тем судьба ласкаринов сложилась неудачно, поскольку обе стороны нарушили условия капитуляции; персы сначала пообещали им безопасность, но потом Хан вырезал их, как «стадо овец».
Падение Кешма перед англо-персидским союзом имело важное значение, поскольку он играл роль склада продуктов для снабжения Ормуза. Кроме того, его падение стало первым шагом к ускорению кризиса в Ормузе, поскольку оно лишило гарнизон и жителей Ормуза одного из источников воды.